# Dixie

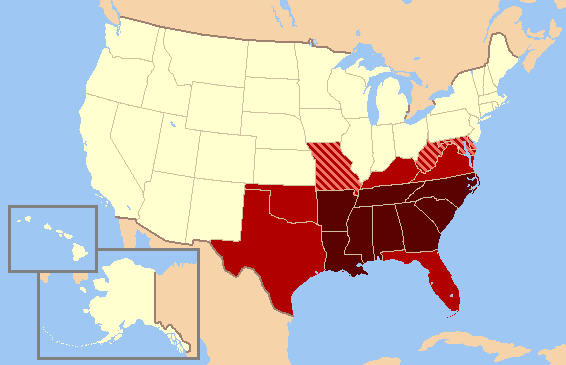
Dixie no território dos EUA. Estados em vermelho-escura é que pertencem, de fato, a região sul dos EUA; estados em vermelho-médio estão incluídos às vezes; estados em faixas vermelho não pertencem à região sul, mas possuem vínculos históricos com ela

Dixie (às vezes também Dixieland) é um apelido da Região Sul dos Estados Unidos, compreendendo os estados do Texas, Arkansas, Louisiana, Mississippi, Tennessee, Alabama, Carolina do Sul, Carolina do Norte, Geórgia e Flórida.
O seu nome é muito relacionado a história, pois se refere a 11 estados que representavam o Sul histórico dos Estados Unidos.